# Neue Wache (Łazienki-Park)

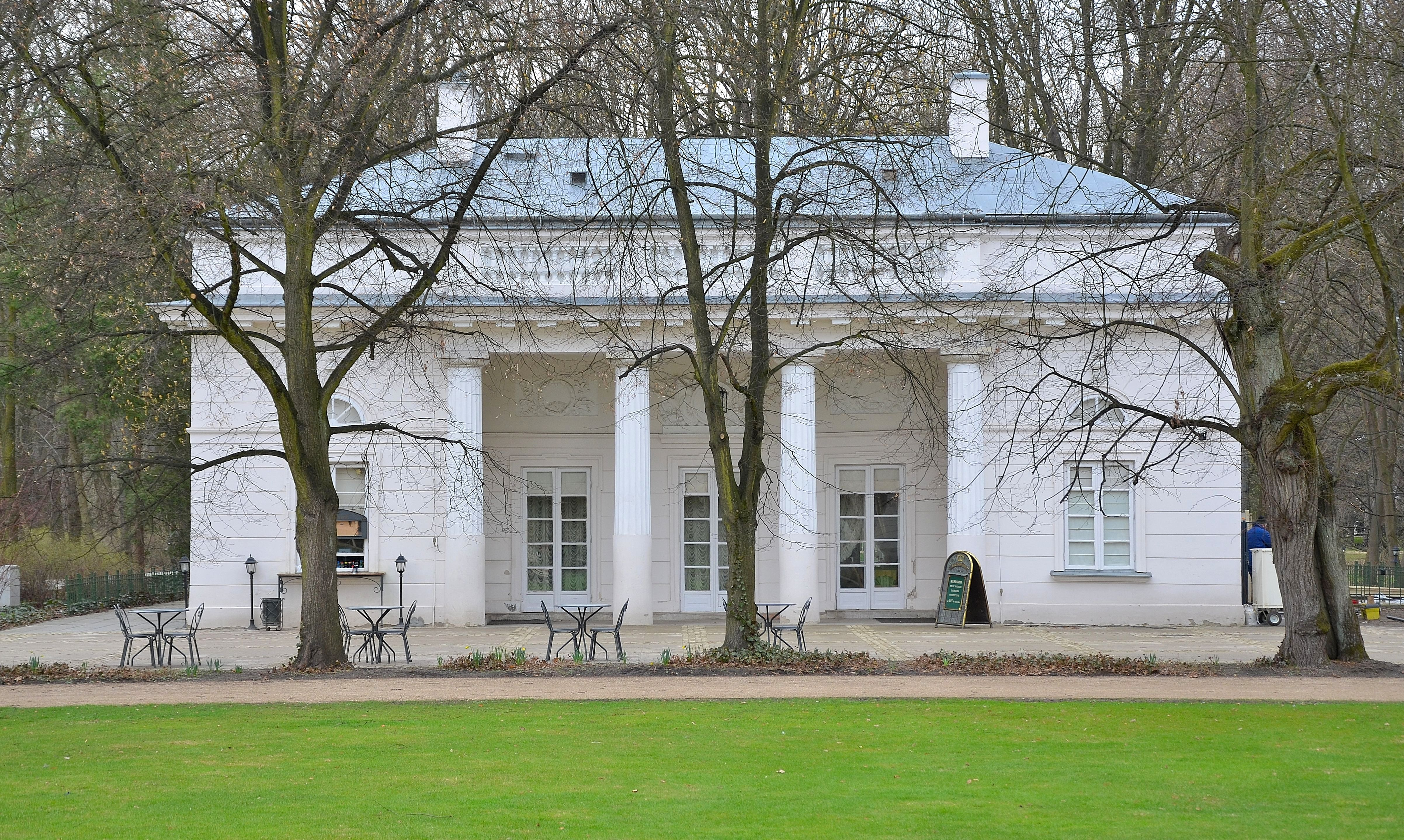
Ostansicht

Die Neue Wache (polnisch Nova Kordegarda) im Warschauer Łazienki-Park ist ein frühklassizistisches Palais, das im 18. Jahrhundert im Norden des Parkes von Domenico Merlini für den polnisch-litauischen König Stanislaus II. August Poniatowski errichtet worden ist. 

## Geschichte
Das Gebäude wurde in den Jahren 1779 bis 1780 auf der Insel im Łazienki-See unmittelbar südwestlich des Palasts auf dem Wasser gebaut. Sie diente zunächst der Hofgesellschaft als Palais zum Spielen von Trou-Madame. 1782 zog hier das königliche Kleine Theater ein. 1788 wurde das Gebäude ausgebaut. Das Theater zog jedoch schon bald in die im selben Jahr fertiggestellte Alte Orangerie. Die Alte Wache beherbergte seither Statuen und Skulpturen. 1830 baute Jakub Kubicki das Gebäude um. Seither wird es Neue Wache genannt, obwohl es älter ist als die Alte Wache und nie als Wache gedient hat.